# Bloomington (Wisconsin)
Pour les articles homonymes, voir Bloomington.
Bloomington est un village du comté de Grant, dans l'État du Wisconsin, aux États-Unis. En 2020, il comptait une population de 741 habitants.